# Fort Ann (village, New York)
Ne doit pas être confondu avec Fort-Ann.
Fort Ann est un village du comté de Washington, dans l'État de New York, aux États-Unis,. En 2010, il compte une population de 484 habitants.

## Démographie
Lors du recensement de 2010, le village comptait une population de 484 habitants, tandis qu'en 2016, elle est estimée à 469 habitants.